# Cardiomya perrostrata
Cardiomya perrostrata är en musselart som först beskrevs av Dall 1881.  Cardiomya perrostrata ingår i släktet Cardiomya och familjen Cuspidariidae. Inga underarter finns listade i Catalogue of Life.